# Паюсалу, Кайса
Кайса Паюсалу (эст. Kaisa Pajusalu; род. 19 февраля 1989, Пярну) — эстонская гребчиха, выступавшая за сборную Эстонии по академической гребле в 2004—2014 годах. Чемпионка мира среди юниорок, обладательница бронзовой медали чемпионата Европы, многократная победительница и призёрка первенств национального значения.

## Биография
Кайса Паюсалу родилась 19 февраля 1989 года в городе Пярну Эстонской ССР.
Заниматься академической греблей начала в 2001 году, проходила подготовку под руководством Романа Лутошкина, позже тренировалась у Матти Киллинга.
Впервые заявила о себе на международном уровне в сезоне 2004 года, когда вошла в состав эстонской национальной сборной и выступила на юниорском мировом первенстве в Баньолесе, где в зачёте одиночек стала седьмой. Год спустя на юниорском мировом первенстве в Бранденбурге показала восьмой результат в одиночках. Ещё через год в двойках одержала победу на аналогичных соревнованиях в Амстердаме, финишировала пятой на молодёжном мировом первенстве в Хазевинкеле.
В 2007 году в двойках стала серебряной призёркой в юниорском мировом первенстве в Пекине, дебютировала в Кубке мира, заняла 14-е место на чемпионате мира в Мюнхене.
На чемпионате Европы 2008 года в Афинах была 14-й в одиночках.
В 2009 году добавила в послужной список награду серебряного достоинства, полученную в одиночках на молодёжном мировом первенстве в Рачице, тогда как на чемпионате мира в Познани заняла 11-е место, а на чемпионате Европы в Бресте финишировала шестой в двойках.
В 2010 году в одиночках выиграла серебряную медаль на молодёжном мировом первенстве в Бресте, была шестой на чемпионате Европы в Монтемор-у-Велью. По итогам сезона признана лучшей молодой спортсменкой страны.
В 2011 году в той же дисциплине взяла бронзу на молодёжном мировом первенстве в Амстердаме, показала 12-й результат на чемпионате мира в Бледе и седьмой результат на чемпионате Европы в Пловдиве.
Пыталась пройти отбор на Олимпийские игры 2012 года в Лондоне, но на Олимпийской квалификационной регате FISA в Люцерне в одиночках стала лишь шестой. При этом завоевала бронзовую медаль на чемпионате Европы в Варезе — здесь её превзошли только Доната Виштартайте из Литвы и Ива Обрадович из Сербии.
В 2013 году стала седьмой в одиночках на чемпионате Европы в Севилье. Будучи студенткой, представляла страну на Универсиаде в Казани.
В 2014 году в одиночках заняла 14-е место на чемпионате Европы в Белграде, в двойках показала 21-й результат на чемпионате мира в Амстердаме.
Её старший брат Реймо Паюсалу — известный волейболист, выступавший за сборную Эстонии по волейболу и за ряд крупных европейских клубов.